# Psychotria retifera
Psychotria retifera är en måreväxtart som beskrevs av Paul Carpenter Standley. Psychotria retifera ingår i släktet Psychotria och familjen måreväxter. Inga underarter finns listade i Catalogue of Life.